# Melaniparus griseiventris
El carbonero del miombo (Melaniparus griseiventris) es una especie de ave paseriforme de la familia Paridae propia de África. Se clasificaba en el género Parus, pero fue trasladado al género Melaniparus, como otras especies, cuando un análisis genético publicado en 2013 demostró que todas ellas formaban un nuevo clado.

## Distribución y hábitat
El carbonero del miombo se encuentra en el sur de África central y el norte del África austral. Como indica su nombre común su hábitat principal son los bosques de miombo, entre otros bosques secos, distribuidos por Angola, la República Democrática del Congo, Malaui, Mozambique, Tanzania, Zambia y Zimbabue.